# 天安現代キャピタル・スカイウォーカーズ
天安現代キャピタル・スカイウォーカーズ（チョナン ヒュンダイ キャピタル・スカイウォーカーズ、韓国語: 천안 현대캐피탈 스카이워커스）は、韓国・天安市を本拠地とする男子バレーボールチーム。

## 歴史
1983年にヒョンデ自動車の男子バレーボールチームとして設立。韓国Vリーグの前身となる韓国冬季リーグでは、5回の優勝をした。2002年に金融機関である現代キャピタルの男子バレーボールチームとして再設立された。三星火災ブルーファングスの登場により、リーグでは万年2位に甘んじていたが、2005-2006シーズンと2006-2007シーズンは連続優勝を果たした。

## 主な成績
- 韓国Vリーグ
  - 優勝：4回（2005-06、2006-07、2016-17、2018-19）
  - 準優勝：7回（2005、2007-08、2008-09、2009-10、2013-14、2015-16、2017-18）
- KOVOカップ
  - 優勝：4回（2006年、2008年、2010年、2013年）
  - 準優勝：1回（2009年）
- 日韓Vリーグトップマッチ
  - 優勝：2007年